# Geodia media
Geodia media är en svampdjursart som beskrevs av James Scott Bowerbank 1873. Geodia media ingår i släktet Geodia och familjen Geodiidae. Utöver nominatformen finns också underarten G. m. leptorhaphes.